# Бутакова Ольга Миколаївна
Бутакова Ольга Миколаївна — (*6 березня 1830 — †24 липня 1903) — російська художниця. Дружина Олексія Бутакова.
Тарас Шевченко познайомився з нею 10 березня 1858 у місті Владимирі, про що зробив запис у «Щоденнику». Ще раз вони зустрілися у Петербурзі. Поет подарував, надписавши, їй свого «Кобзаря» (1860). В альбомах Бутакових було 12 малюнків роботи Тараса Шевченка (майже всі зберігаються в музеї імені Тараса Шевченка), з чотирьох з них Бутакова виконала офорти.